# 查理·布羅丁
查理·理查德·布羅丁（英語：Charles Richard Brading；1935年2月19日—2016年9月30日），是美國的共和黨政治人物，前俄亥俄州眾議院議員。

## 生平
布羅丁在俄亥俄州沃帕科內塔出生，於北俄亥俄大學取得藥劑學學位，並在沃帕科內塔擁有萊茵和布羅丁藥房（Rhine and Brading Pharmacy）。
從政最初，他擔任沃帕科內塔市議會議員和議長，之後在1988年至1991年擔任沃帕科內塔市長。自1993年到2000年，布羅丁以共和黨黨籍當選為俄亥俄州眾議院第八十六選區代表議員，其後由邁克·吉爾繼承他的席位。
2016年9月30日，布羅丁逝世。

## 外部連結
- 查爾斯·布林德決議表彰 （页面存档备份，存于）

| 俄亥俄州众议院       | 俄亥俄州众议院                                       | 俄亥俄州众议院     |
| -------------------- | ---------------------------------------------------- | ------------------ |
| 前任者： 約翰·斯托奇 | 俄亥俄州眾議院第八十六選區 眾議院議員 1993年－2003年 | 繼任者： 邁克·吉爾 |